# Renkum
Renkum (anhörenⓘ) ist eine niederländische Gemeinde der Provinz Gelderland und hatte am 1. Januar 2025 nach Angaben des CBS 31.498 Einwohner.

## Orte der Gemeinde Renkum
Zwischen Klammern die Einwohnerzahl (Stand: 1. Jan. 2024):
- Oosterbeek, am Ostrand der Gemeinde, ein Vorort von Arnhem, Sitz der Gemeindeverwaltung (11.235);
- Renkum (9.125), am Westrand der Gemeinde, in Richtung Wageningen;
- Heelsum (3.550), inzwischen mit Renkum zusammengewachsen;
- Doorwerth (4.935);
- Wolfheze, im äußersten Nordwesten der Gemeinde (1.880);
- Heveadorp (700).

## Lage und Wirtschaft
Die Gemeinde liegt im Süden des Waldgebietes Veluwe, direkt westlich von Arnhem. Der Rhein bildet die Südgrenze der Gemeinde.
Durch Oosterbeek und Wolfheze verläuft die Eisenbahnlinie Arnhem–Utrecht. Beide Dörfer haben einen Kleinbahnhof, wo einmal in der Stunde ein Zug hält. Zwischen Oosterbeek und Arnhem fährt ein Trolleybus.
Die Autobahn A50 Arnhem – ’s-Hertogenbosch und die A12 Arnhem – Utrecht kreuzen sich bei Grijsoord, nahe Wolfheze. Eine Ausfahrt der A50 befindet sich zwischen Renkum und Doorwerth.
Oosterbeek hat einen kleinen Jachthafen am Rhein.
Wichtigster Wirtschaftsfaktor ist der Tourismus (Natur; Gedenken an den Zweiten Weltkrieg).
Es gibt aber auch einige bedeutende Fabriken (Reifenwerk Vredestein in Renkum; Papier- und Backsteinfabriken). In Wolfheze gibt es eine der größten Anstalten der Niederlande für geistig Kranke; das ganze Dorf ist wirtschaftlich davon abhängig.
Die schöne Lage hat viele wohlhabende Arnhemmers schon seit mehr als hundert Jahren in die Gemeinde Renkum gelockt. Auch weniger Begüterte leben hier und pendeln täglich zur Arbeit in Arnhem oder Wageningen.

## Politik

### Sitzverteilung im Gemeinderat
Der Gemeinderat wird seit 1982 folgendermaßen gebildet:
| Partei                          | Sitze | Sitze | Sitze | Sitze | Sitze | Sitze | Sitze | Sitze | Sitze | Sitze | Sitze |
| Partei                          | 1982  | 1986  | 1990  | 1994  | 1998  | 2002  | 2006  | 2010  | 2014  | 2018  | 2022  |
| ------------------------------- | ----- | ----- | ----- | ----- | ----- | ----- | ----- | ----- | ----- | ----- | ----- |
| GemeenteBelangen Renkum a       | 2     | 2     | 2     | 2     | 1     | 4     | 2     | 2     | 3     | 4     | 8     |
| GroenLinks                      | –     | –     | –     | 2     | 2     | 4     | 4     | 4     | 3     | 4     | 5     |
| VVD                             | 7     | 6     | 5     | 5     | 6     | 4     | 5     | 5     | 4     | 4     | 3     |
| D66                             | 1     | 1     | 3     | 4     | 2     | 2     | 1     | 4     | 5     | 4     | 3     |
| PvdA                            | 5     | 7     | 6     | 4     | 5     | 3     | 6     | 4     | 3     | 2     | 3     |
| PPR                             | 5     | –     | –     | –     | –     | –     | –     | –     | –     | –     | –     |
| CDA                             | 8     | 7     | 7     | 6     | 6     | 6     | 5     | 4     | 3     | 2     | 1     |
| Partij Renkumse Dorpen a b      | –     | –     | –     | –     | –     | –     | –     | –     | 1     | 3     | –     |
| Renkum Zelfstandig en Sociaal b | –     | –     | –     | –     | –     | –     | –     | –     | 1     | –     | –     |
| Algemeen Ouderen Verbond        | –     | –     | –     | –     | 1     | –     | –     | –     | –     | –     | –     |
| Unie 55+                        | –     | –     | –     | –     | 1     | –     | –     | –     | –     | –     | –     |
| SGP                             | 0     | 0     | –     | –     | –     | –     | –     | –     | –     | –     | –     |
| RPF                             | 0     | –     | –     | –     | –     | –     | –     | –     | –     | –     | –     |
| PSP                             | 0     | –     | –     | –     | –     | –     | –     | –     | –     | –     | –     |
| CPN                             | 0     | –     | –     | –     | –     | –     | –     | –     | –     | –     | –     |
| Onafhankelijken                 | 0     | –     | –     | –     | –     | –     | –     | –     | –     | –     | –     |
| Gesamt                          | 23    | 23    | 23    | 23    | 23    | 23    | 23    | 23    | 23    | 23    | 23    |

Anmerkungen

### Bürgermeister
Seit dem 12. Mai 2017 ist Agnes Schaap (PvdA) amtierende Bürgermeisterin der Gemeinde. Zu ihrem Kollegium zählen die Beigeordneten Joa Maouche (GroenLinks), Jasper Verstand (D66), Leonie Rolink (VVD), Marinka Mulder (PvdA) sowie der Gemeindesekretär Jeroen Steverink.

## Geschichte
Schon in der Vorgeschichte lebten am Südrand der Veluwe, am Rhein, viele Stämme. Wolfheze und Oosterbeek waren auch zur Zeit Karls des Großen besiedelt. Renkum wurde 970 erstmals urkundlich erwähnt. Das Schloss Doorwerth entstand um 1280 an der Stelle eines um 1260 zerstörten Baus. Es lag auf einer Insel im Rhein, und der Besitzer kassierte eine Maut von den Kapitänen vorbeifahrender Schiffe.
Um 1392 wurde in Oosterbeek das sehr bedeutende, jetzt nicht mehr existierende Kloster Mariënwaard gegründet. Im Achtzigjährigen Krieg wurde Wolfheze von den Spaniern zerstört; ein neues Dorf entstand erst 1846, als für die Forstwirtschaft ein Bahnhof an der Eisenbahn Arnhem–Ede gebaut wurde. 1906 kam eine große, christliche Psychiatrische Klinik dazu.
Im 17. und 18. Jahrhundert blühte hier die Papierherstellung, da es klare, saubere Bäche und Wassermühlen gab.
Im Jahr 1916 ließ die Gummifabrik Hevea, jetzt Teil der Vredestein-Werke, eigens für ihre Belegschaft das Dorf Heveadorp bauen. Viele der alten Häuschen mit ihren Reetdächern stehen immer noch; sie wurden nach einer Verfallsperiode um 1980 restauriert.
Die einschneidendste Epoche der Renkumer Geschichte war aber der Zweite Weltkrieg, und namentlich die Operation Market Garden oder „Schlacht um Arnheim“. Am 17. September 1944 landeten alliierte Fallschirmjäger auf der Renkumer Heide und nördlich von Wolfheze, rückten nach Oosterbeek vor, wo ihr Anführer, General Urquhart, das Herrenhaus Hartenstein als Hauptquartier einnahm. Die blutige Schlacht, die mit der Wiedereroberung des Brückenkopfes durch die Deutschen endete, führte zur fast vollständigen Zerstörung von Oosterbeek. Auch die anderen Orte der Gemeinde erlitten schwerste Kriegsschäden. Immer noch muss bei Bau- und Straßenarbeiten mit der Entdeckung von Sprengsätzen aus dem Zweiten Weltkrieg gerechnet werden.
Nach 1945 fing eine rasche Restaurierung und ein erfolgreicher Wiederaufbau an. Die Förderung von Industrie und Tourismus brachte viel wirtschaftliches Wachstum.
Oosterbeek war 1954 erster Veranstaltungsort einer Bilderberg-Konferenz.

## Sehenswürdigkeiten
- Das Airborne Museum Hartenstein im Haus Hartenstein, Oosterbeek;
- Das Schloss Doorwerth, mit Jagdmuseum,
- Die Belvedere Westerbouwing am Rhein, schon seit etwa 1860 Touristenziel westlich von Oosterbeek, mit Restaurant und Kinderspielplatz;
- Katholische Wallfahrtskirche Mariä Himmelfahrt (Jos Cuypers 1923) mit gotischem Marienbild und Meditationspark (2012)
- Die Wälder der südlichen Veluwe, mit u. a. der Aussicht vom Hügel Duno bei Heveadorp;

## Bilder

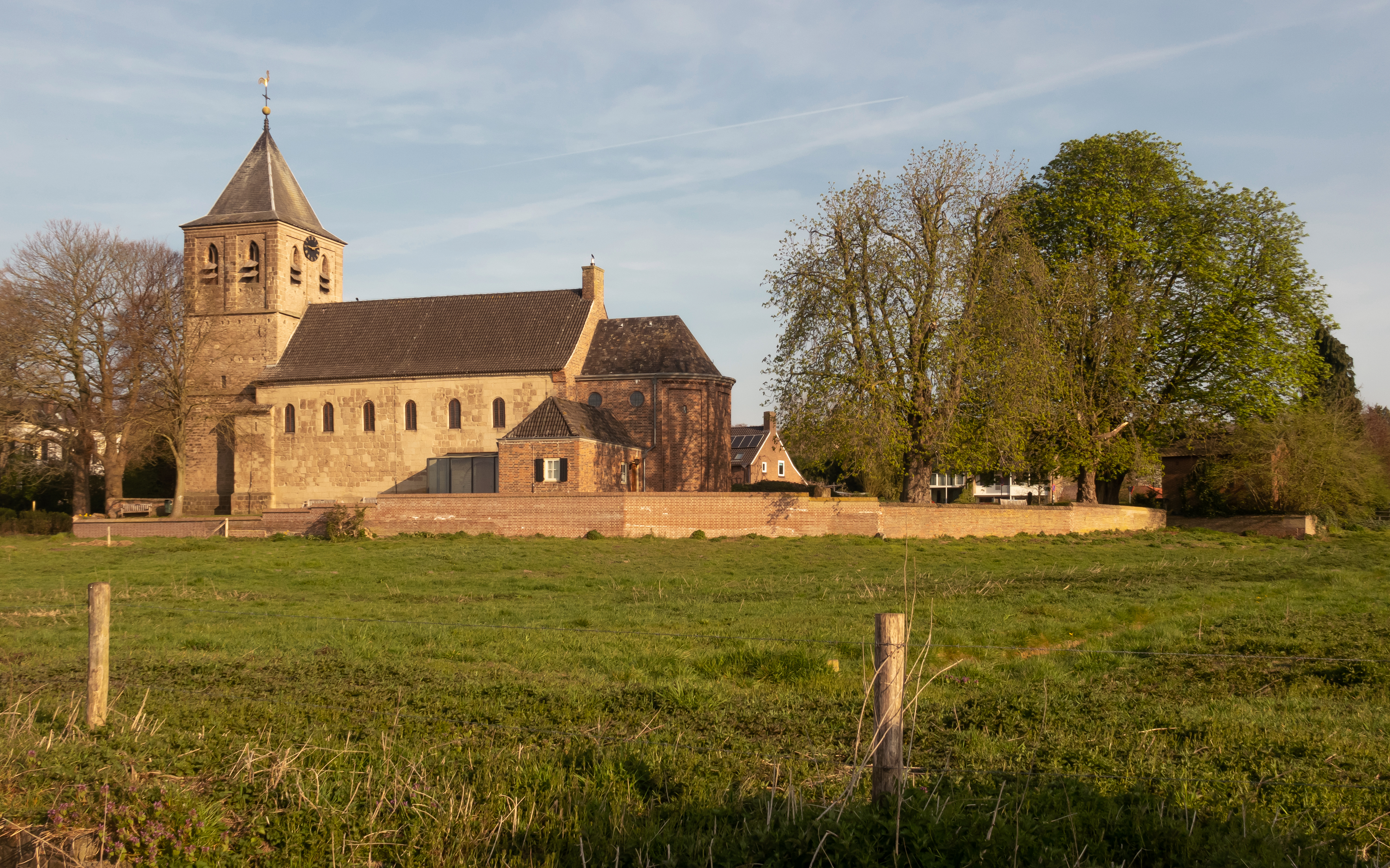
Oosterbeek, Kirche: die Oude Kerk
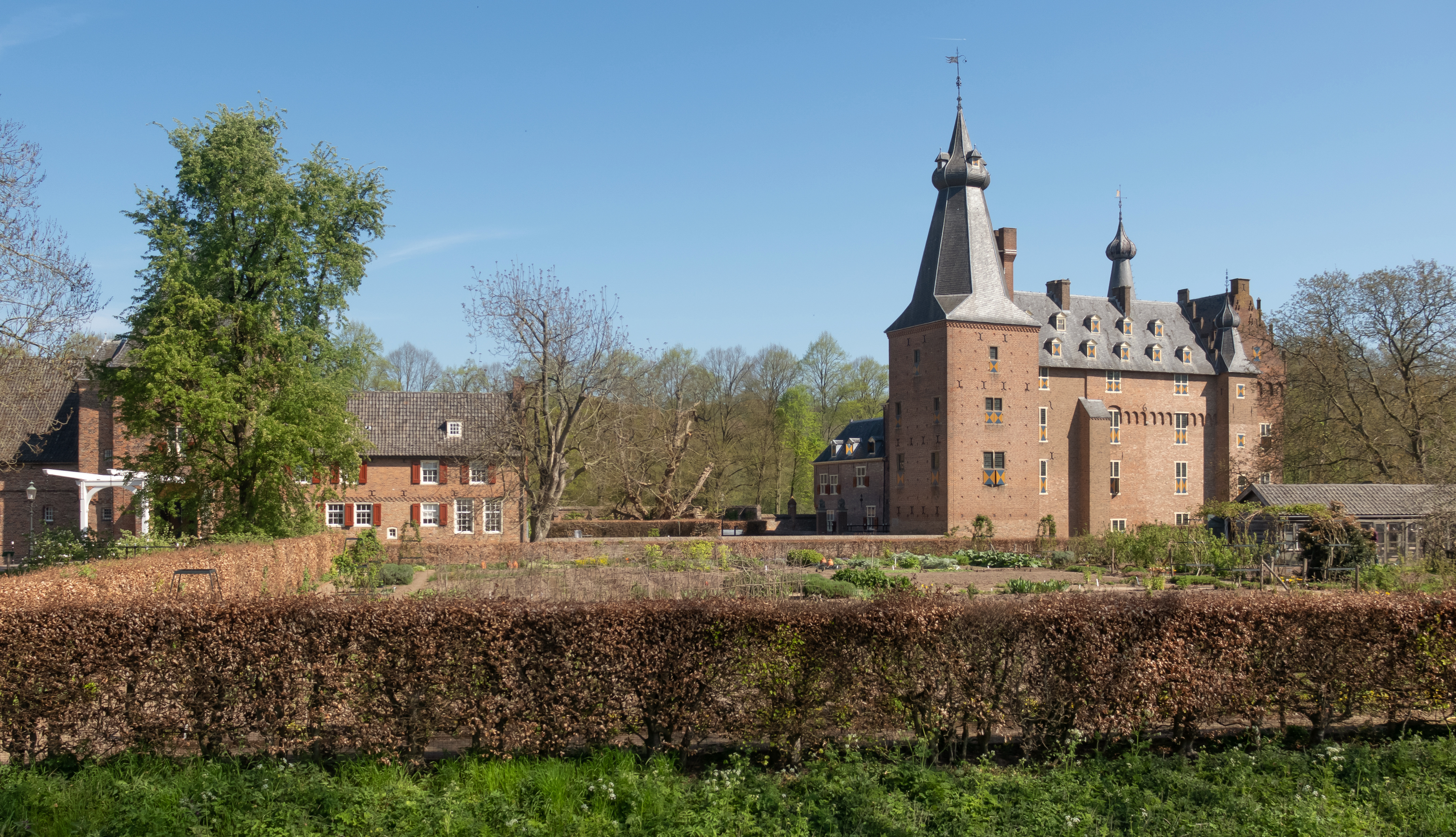
Doorwerth, Schloss: kasteel Doorwerth
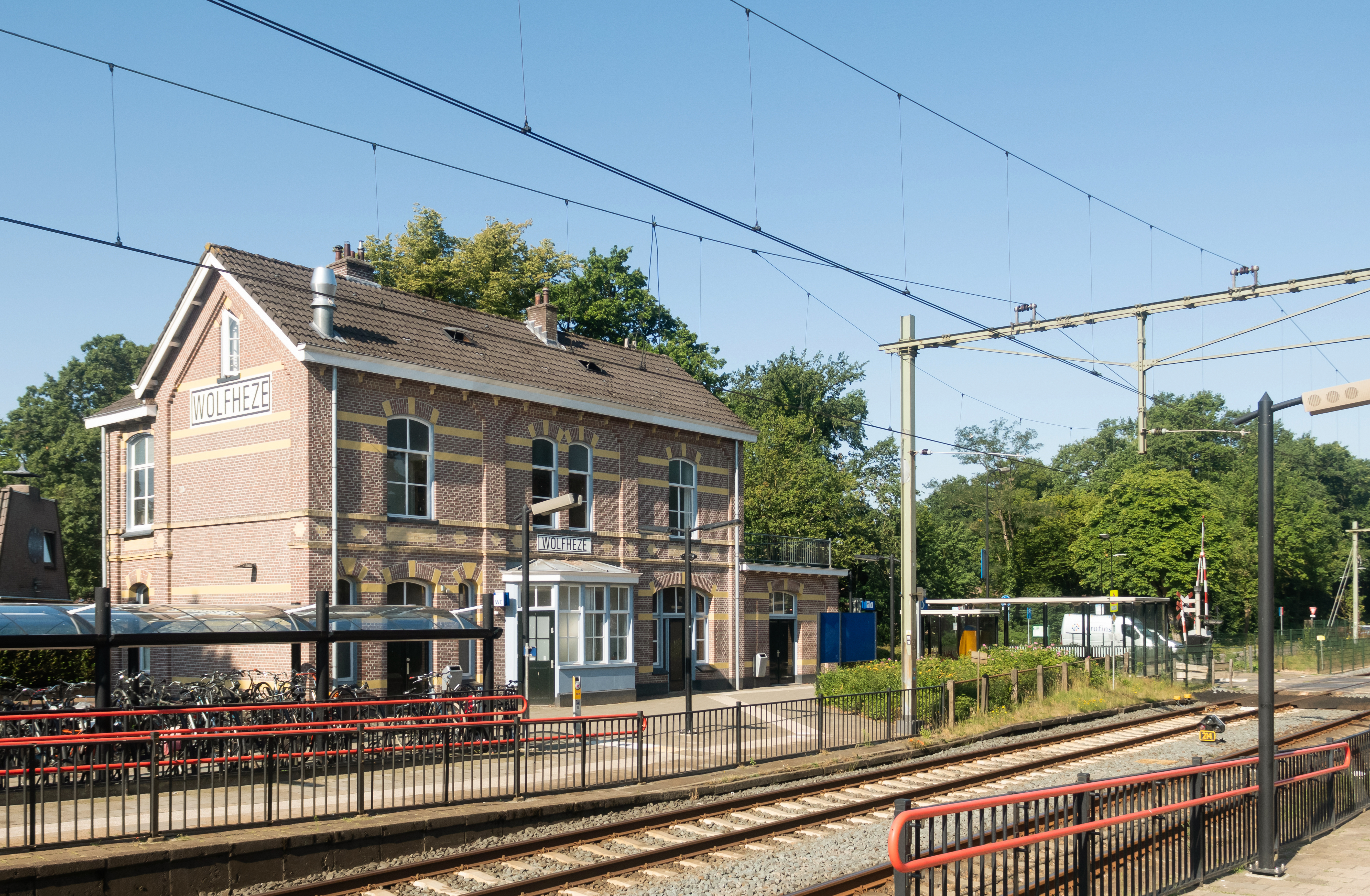
Wolfheze, Bahnhof
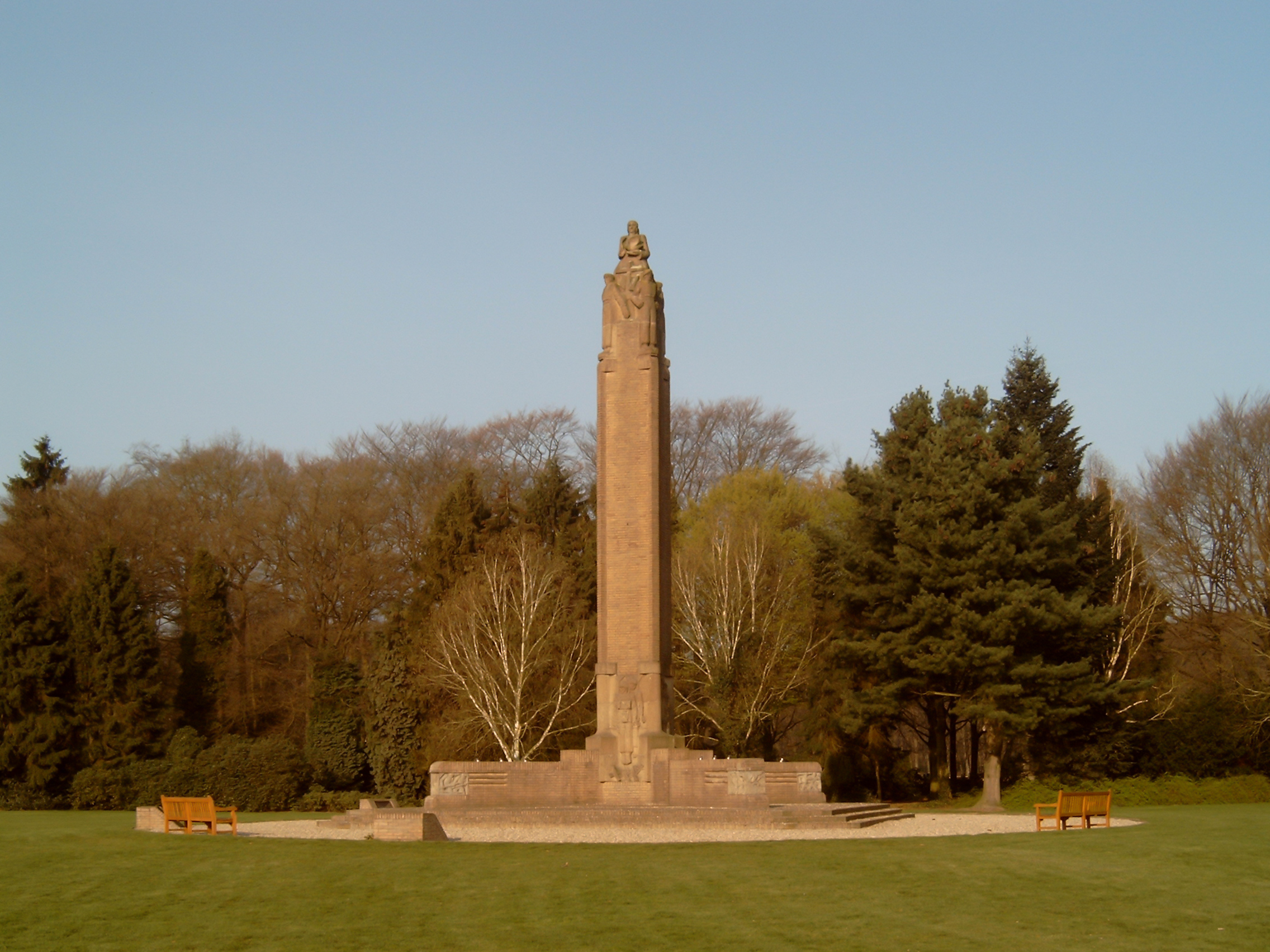
Oosterbeek, Kriegerdenkmal
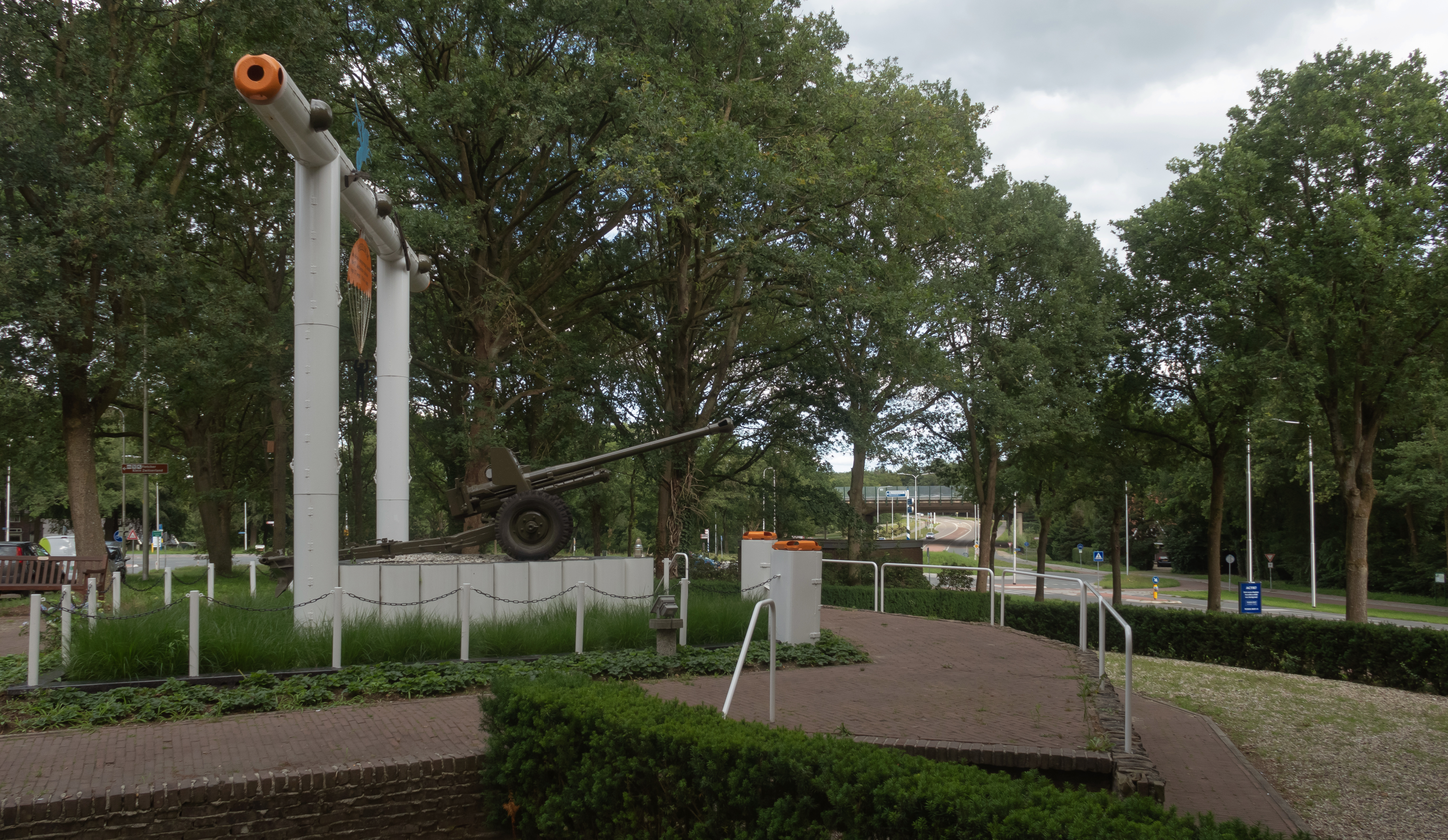
Heelsum, Kriegerdenkmal

## Veranstaltungen
- alljährlicher Airborne-Marsch (Airborne-Wandeltocht), Anfang September ist ein eintägiger Fußmarsch um Oosterbeek, der im Zeichen des Gedenkens an die dort gelandeten alliierten Fallschirmjäger (Airborne) steht und heute die größte, eintägige Marschveranstaltung der Welt ist;
- Sonstige Gedenkfeier der Operation Market Garden; bis 2005 sind jedes Jahr am 17. September noch Überlebende dieser Schlacht erneut per Fallschirm dort gelandet, um danach an der Militärparade teilzunehmen.

## Städtepartnerschaften
- Dębno, Polen

## Persönlichkeiten

### Söhne und Töchter der Gemeinde
- Sara Hendriks (1846–1925), in Renkum geborene Malerin und Zeichnerin
- Piet de Zwarte (* 1948), in Renkum geborener Wasserballspieler
- Jette van der Meij (* 1954), in Oosterbeek geborene Schauspielerin
- Lans Bovenberg (* 1958), in Oosterbeek geborener Ökonom und Hochschullehrer
- Isabel van Boetzelaer (* 1961), in Oosterbeek geborene Balletttänzerin, Lehrerin und Autorin
- Lukas Arons (* 1968), in Renkum geborener Bildhauer
- Iris Hesseling (* 1987), in Oosterbeek geborene Schauspielerin
- Xan de Waard (* 1995), in Renkum geborene Hockeyspielerin

### Personen mit Bezug zu Renkum
- Christianus Petrus Eliza Robidé van der Aa (1791–1851), in Oosterbeek verstorbener Jurist, Schriftsteller und Dichter
- Cornelis Willem Opzoomer (1821–1892), in Oosterbeek verstorbener Jurist, Philosoph, Literaturwissenschaftler und Logiker
- Jos Cuypers (1861–1949), Architekt und Unternehmer, plante die Marienkirche in Renkum
- Simon Moulijn (1866–1948), Maler, Zeichner und Grafiker, unterhielt ein Atelier in Renkum
- Evert Dirk Baumann (1883–1966), Arzt und Medizinhistoriker, praktizierte und starb in Oosterbeek
- Henricus Jacobus Charles Tendeloo (1896–1984), in Renkum verstorbener Chemiker
- Milad Intezar (* 1992), Fußballspieler, begann bei der CVV Renkum
- Marianne Thieme (* 1972), niederländische Politikerin, Autorin und Tierschützerin; aufgewachsen in Renkum